# John Walters (Leichtathlet)
John Walters (* 22. Februar 1939) ist ein ehemaliger britischer Kugelstoßer und Diskuswerfer.
Bei den British Commonwealth Games 1970 in Edinburgh wurde er für Wales startend Achter im Kugelstoßen und Elfter im Diskuswurf.
Siebenmal wurde er Walisischer Meister im Kugelstoßen (1965, 1967–1972) und fünfmal im Diskuswurf (1967, 1968, 1970–1972).

## Persönliche Bestleistungen
- Kugelstoßen: 16,55 m, 17. Juli 1971, Swansea
- Diskuswurf: 52,02 m, 31. Juli 1971, London